# Егоров, Андрей Павлович
Андре́й Па́влович Его́ров (15 апреля 1970, Михайловка, Волгоградская область, РСФСР, СССР — 17 июня 2021, Москва, Россия) — российский актёр театра и кино.
Заслуженный артист Российской Федерации (2005).
С 1993 года был актёром Центрального академического театра Российской армии (ЦАТРА) в Москве.

## Биография
Родился 15 апреля 1970 года в городе Михайловка Волгоградской области. Отец — Павло Недбайло. Прадед — сословный малороссийский казак.
В 1987 году поступил в Воронежский государственный институт искусств (ВГИИ). После первого курса был призван на военную службу в рядах Советской армии и прослужил один год. Вернувшись в Воронеж в 1989 году, продолжил обучение во ВГИИ (мастерская профессора Владимира Бугрова) и окончил его в 1993 году.
После института отправился в Москву, где в 1993 году по приглашению главного режиссёра Леонида Ефимовича Хейфеца был принят в труппу Центрального академического театра Российской армии (ЦАТРА).
В театре играл Миловидова в мюзикле Г. Гладкова и Д. Сухарева по пьесе А. Островского «На бойком месте», Клавдио — в «Много шума из ничего», Кассио — в «Отелло», Валера — в «Скупом» Жана Батиста Мольера, Дористео — в «Изобретательной влюблённой» Лопе де Веги, Нортумберленда — в «Вашей сестре и пленнице» Людмилы Разумовской, Хэмфри — в «Загнанной лошади» Франсуазы Саган, Патриса Бомбеля — в «Приглашении в замок» Жана Ануя, Трусливого льва, Тотошку и Железного дровосека — в «Удивительном волшебнике из страны Оз».
После участия в российско-британской постановке «Tomorrowland» — мюзикле о московских событиях 1993 года, был приглашён в театр-кабаре «Летучая мышь» под руководством Григория Гурвича в Москве, где сыграл в спектаклях «Великая иллюзия» и «Шанс».
Дебютной главной ролью Андрея Егорова в кино стала роль Андрея Подобеда (Андрейки) в военном драматическом художественном фильме режиссёра Вадима Абдрашитова «Время танцора» (1997), за исполнение которой актёр был награждён в декабре 1997 года российской профессиональной кинематографической премией «Золотой овен» за 1997 год в номинации «Надежда».
Скончался 17 июня 2021 года в Москве на 52-м году жизни. По предварительным данным, Егоров умер от острой сердечной недостаточности. Похоронили Андрея Егорова на его родине, в городе Михайловка, Волгоградской области.

## Роли в театре

### Театр-кабаре «Летучая мышь»под руководствомГригория Гурвича(Москва)
- «Великая иллюзия»
- «Шанс»

### Центральный академический театр Российской армии (ЦАТРА)
- «На бойком месте» (Александр Островский) — Павлин Ипполитович Миловидов, помещик средней руки, из отставных кавалеристов
- «Отелло» (Уильям Шекспир) — Кассио
- «На дне» (Максим Горький) — Кривой Зоб, крючник
- «Много шума из ничего» (Уильям Шекспир) — Клавдио, молодой знатный флорентиец / Бенедикт, молодой знатный падуанец
- «Скупой» Мольера — Валер, сын Ансельма, возлюбленный Элизы
- «Изобретательная влюблённая» (Лопе де Вега) — Дористео
- «Загнанная лошадь» (Франсуаза Саган) — Хемфри
- «Приглашение в замок» (Жан Ануй) — Патрис Бомбель, секретарь Мессершмана, любовник леди Доротеи
- «Удивительный волшебник из страны Оз» (Лаймен Фрэнк Баум) — Трусливый лев, Тотошка, Железный дровосек
- «Ваша сестра и пленница…» (Людмила Разумовская) — Нортумберленд
- «Поздняя любовь» (Александр Островский) — Николай Андреич Шаблов, старший сын Фелицаты Антоновны
- «Человек из Ламанчи» — Самсон Карраско
- «Гамлет» (Уильям Шекспир) — Лаэрт, сын Полония, брат Офелии
- «Давным-давно» (Александр Гладков) — Давыд Васильев
- «Красное колесо» (Александр Солженицын) — Николай II
- «Ма-Мурэ» (Жан Сарман) — Франкер
- «Судьба одного дома» (по произведениям о Великой Отечественной войне: «Прокляты и убиты» В. Астафьева, «Берег» Ю. Бондарева, «Сотников» В. Быкова, «Жизнь и судьба» В. Гроссмана, «В окопах Сталинграда» В. Некрасова, «Женя, Женечка и „катюша“» Б. Окуджавы и В. Мотыля. «Судьба одного дома») — Чумак
- «Царь Фёдор Иоаннович» (Алексей Толстой) — князь Василий Иванович Шуйский
- «Мольер (Кабала святош)» (Михаил Булгаков) — Мольер

### Творческий центрВалерии Ланской«ФриЛанс»
- 2012 — «Спасённая любовь» (антрепризный спектакль по мотивам романа Льва Толстого «Воскресение») — Дмитрий Иванович Нехлюдов, князь[1][4][5].

## Фильмография
1. 1995 — Кулачные бои — дело полюбовное (короткометражный) — Сергей
2. 1997 — Время танцора — Андрей Подобед (Андрейка)
3. 1997 — Новогодняя история — Михаил Куликов, агент секретного подразделения
4. 1999 — Танцы под ущербной луной (Россия, Мексика) — Сергей
5. 1999 — Женщин обижать не рекомендуется — Иван, аналитик
6. 1999 — Ворота Европы[пол.] (Польша) — Андрей Анчев
7. 2001 — Дальнобойщики (12-я серия «Левый груз») — Денис Анатольевич, экспедитор груза
8. 2001 — Мужская работа — Сергей Ростов, журналист
9. 2001 — Не покидай меня, любовь — Юрий Шатунов, художник
10. 2002 — Звезда — Андрей Барашкин, капитан из штаба корпуса
11. 2002 — Тайная сила — Данила-мастер
12. 2003 — Фейерверк (Честь имею) — Иван Сергеевич Давыдов, капитан ВДВ
13. 2003 — Желанная (серии № 8 и № 12) — академик
14. 2004 — Ангел на обочине — Блэк
15. 2005 — Гражданин начальник 2 (серия № 5) — Виктор Васильевич Родионов
16. 2005 — Близкие люди — Эдуард Сергеевич Белов, заместитель директора строительной компании Павла Андреевича Степанова
17. 2005 — Эшелон — Пётр Глушков, старший лейтенант
18. 2006 — Джоник — Джоник
19. 2006 — Тёмный инстинкт — Сергей Мещерский, известный детективный писатель. внук Елены Александровны
20. 2006 — Варенька — Александр Керженцев
21. 2006 — Человек безвозвратный — Вадим
22. 2006 — Телохранитель (фильм «Недетский мир») — Александр Туманов, бизнесмен
23. 2006 — Мой ласковый и нежный мент — Станислав Юрьевич Дробот, майор милиции
24. 2007 — Личная жизнь доктора Селивановой (серия «Домострой») — Дроздов, нервный муж пациентки
25. 2007 — Смерш —  Григорий Лубенец, капитан СМЕРШа
26. 2007 — Одна любовь души моей — Михаил Лунин (в молодости)
27. 2007 — Формула стихии — Горан Ковач
28. 2008 — Женщина желает знать — Юрий Мухин, медицинский представитель
29. 2008 — Пари на любовь (Россия, Украина) — Владимир, муж Марины
30. 2008 — Котов — Павел Сергеевич Егоров, сельский врач
31. 2009 — Большая нефть — Андрей Векавищев
32. 2009 — Варенька. Продолжение — Александр Керженцев
33. 2009 — Пассажирка — матрос
34. 2009 — Телохранитель 2 (фильм «Эх, Семёновна!») — Александр Туманов, бизнесмен
35. 2009 — БОМЖ — Борис Жуков, бомж
36. 2010 — Варенька. И в горе, и в радости — Александр Керженцев
37. 2010 — Небо в огне — Виктор Григорьевич Яшин, майор, командир авиаполка
38. 2010 — Дом образцового содержания — Глеб Чапайкин, оперуполномоченный ОГПУ
39. 2012 — Гром — Дмитрий Тимофеевич Елецкий, бизнесмен, муж Дианы
40. 2012 — Мой капитан — Егор Луговой, старший помощник капитана
41. 2012 — Уральская кружевница — Пётр Коновалов, бригадир лесорубов, бывший уголовник
42. 2012 — Поздняя любовь — Антон Цветков
43. 2013 — Осенняя мелодия любви — Александр Репин
44. 2013 — Жених — Валерий Голубев
45. 2013 — Не отпускай меня — Егор Алфёров, инспектор Рыбнадзора
46. 2014 — Там, где ты — Алексей Сергеевич Колесов, рейдер
47. 2014 — Прошу поверить мне на слово — Алексей Тимаков, журналист, сожитель Ольги
48. 2014 — Отец Матвей — Геннадий Дмитриевич Сапунов, прораб
49. 2015 — За чужие грехи — Фёдор, муж Нины, деревенский возлюбленный Шуры
50. 2015 — Три дороги — Андрей Ильич Ерохин, главный врач, друг Валерии Викторовны
51. 2015 — Маргарита Назарова — Михаил Туркин, муж Елизаветы Никитичны
52. 2015 — Джуна — Евгений Иванович Чазов
53. 2016 — Больше, чем врач — Михаил Корнеев, муж Людмилы Александровны
54. 2017 — Ждите неожиданного — Владимир
55. 2017 — Оптимисты — Алексей Быков, полковник авиации, муж Руты Блаумане
56. 2017 — По ту сторону смерти (фильм № 2 «Остров») — Филимонов, майор, начальник пограничной заставы на острове
57. 2018 — Надломленные души — Егор, сосед балетмейстера театра Лидии Константиновны

## Награды и достижения

### Государственные награды Российской Федерации
- 2005 — почётное звание «Заслуженный артист Российской Федерации»[1].

### Общественные награды и премии
- 1997 — лауреат российской профессиональной кинематографической премии «Золотой овен» в номинации «Надежда» за 1997 год — за исполнение главной роли в фильме режиссёра Вадима Абдрашитова «Время танцора» (1997)[2].